# Pherbellia stroblii
Pherbellia stroblii är en tvåvingeart som först beskrevs av Leander Czerny 1909.  Pherbellia stroblii ingår i släktet Pherbellia och familjen kärrflugor.
Artens utbredningsområde är Spanien. Inga underarter finns listade i Catalogue of Life.